# Verleden tijd (Frenna & Lil' Kleine)
Verleden tijd is een lied van de Nederlandse hiphopartiesten Frenna en Lil' Kleine. Het werd in 2018 als single uitgebracht en stond in hetzelfde jaar als twaalfde track op het album Francis van Frenna. 

## Achtergrond
Verleden tijd is geschreven door Joris Rasenberg, Memru Renjaan, Carlos Vrolijk, Jorik Scholten en Francis Junior Edusei en geproduceerd door Project Money. Het is een nummer uit het genre nederhop. Het is een bewerking van het lied Onderweg van de band Abel uit 2000. In het lied blijven de artiesten dicht bij de originele tekst, maar is een rapgedeelte toegevoegd. Verleden tijd gaat over een moeilijke relatie, waarin de liedverteller toch graag bij de ander wil zijn. Het nummer werd bij uitbrengen 930.000 keer geluisterd op streamingplatform Spotify, waarmee het toentertijd het Nederlands record van meest geluisterde nummer binnen één dag verbrak. De single heeft in Nederland de vierdubbele platina status.
Bij het lied is een videoclip gemaakt waarin modeblogger Anna Nooshin en Jaimie Vaes,  de toenmalige verloofde van Lil' Kleine, te zien zijn.
Joris Rasenberg, de zanger van Abel, reageerde op de cover dat hij het erg tof vond. Hij vertelde dat het een eer is als andere artiesten zijn eigen werk coveren en dat hij niet had verwacht dat toen hij het nummer schreef, er ooit een versie zou komen met een rapgedeelte erin. Daarnaast zei hij dat hij voordat het nummer werd uitgebracht meerdere versies van het lied had gehoord, waarvoor aan het toestemming werd gevraagd om een van die versie uit te brengen. Voordat de cover door de artiesten werd gemaakt en er toestemming werd gevraagd aan Rasenberg, was er al een versie door Frenna op videoplatform YouTube te vinden.
Het is niet de eerste keer dat de twee artiesten met elkaar samenwerken. In 2016 waren ze samen te horen op Bericht.

## Hitnoteringen
De artiesten hadden groot succes met het lied in de hitlijsten van het Nederlands taalgebied. Het piekte op de eerste plaats van de Nederlandse Single Top 100 en stond vijf weken op deze plek. In totaal stond het 56 weken in deze hitlijst. Ook in de Nederlandse Top 40 kwam het tot de eerste plaats, waarop het zes weken stond. In deze hitlijst was het in totaal dertien weken te vinden. In de Vlaamse Ultratop 50 was de zevende plek de piekpositie in de achttien weken dat het in de lijst stond.